# الإرادة الشعبية (فنزويلا)
الإرادة الشعبية (بالإسبانية: Voluntad Popular) هو حزب سياسي فنزويلي، أسس في 5 ديسمبر 2009، يقع مقره في كاراكاس.

## أعضاء بارزون
- كود سباركل
- تحديث القائمة

- خوان غوايدو (2009 - 2020)
- ليوبولدو لوبيز (2009 - )
- Tamara Adrián
- فابيانا روزاليس
- Lilian Tintori
- Patricia Gutiérrez
- Freddy Guevara
- Rosmit Mantilla
- David Smolansky
- Carlos Vecchio